# Fritz Reuter (Musikpädagoge)
Fritz Reuter (* 9. September 1896 in Löbtau; † 4. Juli 1963 in Dresden) war ein deutscher Musikwissenschaftler, Musikerzieher, Komponist und Kapellmeister. Reuter war einer der bedeutendsten deutschen Musikpädagogen des 20. Jahrhunderts. 1952 wurde er als erster Lehrstuhlinhaber für Musikpädagogik an eine deutsche Universität berufen. Außerdem war er Institutsdirektor an der Martin-Luther-Universität Halle-Wittenberg und der Humboldt-Universität zu Berlin. 1955 gehörte er zu den Initiatoren der ersten Hallischen Musiktage.

## Leben

### Herkunft und Musikstudium
Fritz Reuter entstammte einer sächsisch-erzgebirgischen Handwerkerfamilie. 1896 wurde er als Sohn des Bau- und Zimmermeisters Friedrich August Reuter (geboren 1868) in der Dresdener Arbeitervorstadt Löbtau geboren. Sein Vater arbeitete sich zum Inhaber eines Baugeschäfts empor. Reuters Mutter Johanna, geb. Noack (geboren 1878), hatte sorbische Wurzeln und war die treibende Kraft in seiner musikalischen Ausbildung. Er erhielt Klavierunterricht bei Max Stranssky und Richard Schmidt, beide Lehrer am Dresdner Konservatorium, sowie Theorieunterricht bei Paul Walde. Schmidt machte ihn auch mit der Barockmusik Johann Sebastian Bachs vertraut, die Reuter lieben lernte. 1912 legte er ein Examen ab und lehrte später selbst Musiktheorie und Klavier an der 1914 von Walde gegründeten „Dresdner Lehranstalt für Musik“. Reuter kam früh mit der Musikpädagogik des Dresdner Musikschuldirektors Richard Kaden – sein spiritus rector – in Berührung, die in einer Traditionslinie mit den Ansätzen des Philosophen Karl Christian Friedrich Krause stand.
Reuter besuchte zunächst die Bürgerschule, 1916 legte er die Reifeprüfung am Annenrealgymnasium in Dresden ab. Während des Ersten Weltkrieges (1916/17) wurde er in Dresden zum Infanteristen (Grenadier) ausgebildet, aber nicht zum Kriegsdienst eingezogen. Nicht Willens das Unternehmen seines Vaters zu übernehmen, brach er mit seinem Elternhaus und begann stattdessen ein Musikstudium. Dieses finanzierte er sich durch zwei „Riemann-Stipendien“, die er für die besten musikwissenschaftlichen Jahresarbeiten erhielt, sowie studienunterbrechend als Korrepetitor am berühmten Dresdner Zirkus Sarrasani (1917) und als Theaterkapellmeister in Allenstein/Ostpreußen. Zeitgleich studierte Reuter in Leipzig am Königlichen Konservatorium der Musik und am Seminar für Musikwissenschaft „Collegium musicum“. Zu seinen Lehrern gehörten u. a. Otto Weinreich und Robert Teichmüller in Klavier, Stephan Krehl in Komposition und Bernhard Porst in der Kapellmeisterausbildung sowie Hugo Riemann, Hermann Abert und Arnold Schering in Musikwissenschaft. Außerdem hörte er bei Albert Köster und Eduard Sievers in Germanistik sowie bei Eduard Spranger, Theodor Litt, Johannes Volkelt und Hans Driesch in Philosophie und Pädagogik.
1922 wurde er an der Universität Leipzig mit der Dissertation Die Geschichte der deutschen Oper in Leipzig am Ende des 17. und am Anfang des 18. Jahrhunderts (1693–1720) zum Dr. phil. promoviert. Die Referenten der Arbeit waren Hermann Abert und Rudolf Kötzschke.

### Lehraufträge in Leipzig
Nebenberuflich arbeitete Reuter zunächst auch als Musikkritiker für die Leipziger Musik- und Theater-Zeitung, die 1921 erschien. Wegen seiner Tätigkeit als Komponist wurde er 1921 Lehrer für Musiktheorie am Königlichen bzw. Landeskonservatorium der Musik zu Leipzig. Dort führte er auf Empfehlung Riemanns das Generalbassspiel in die Theorielehre ein. Außerdem widmete er sich der psychologischen Grundlegung der Gehörbildung. Darüber hinaus war er ab 1922 am Kirchenmusikalischen Institut des Leipziger Konservatoriums tätig, wo er kirchliche Komposition und Musiktheorie sowie Geschichte der Kirchenmusik unterrichtete. Zusätzlich übernahm er 1924/25 an der Universität Leipzig einen Lehrauftrag für die Pädagogik der Schulmusik. Ab 1932 lehrte er auch Musikgeschichte. Infolge eines Gutachtens Reuters in den 1920er Jahren führte der Sächsische Landtag das Schulfach „Musik“ an Volksschulen und höheren Schulen ein. 1925 wurde er darüber hinaus Mitglied der Prüfungskommission für das musikalische Staatsexamen an der Universität Leipzig. Neben seiner Hochschuldozentur legte Reuter 1931 das Staatsexamen für das höhere Lehramt in den Fächern Musik und Deutsch ab.
Insbesondere aufgrund seiner Daghestanischen Suite für Orchester (1927), die er für autonome Sowjetrepublik Dagestanische ASSR komponiert hatte, und seinem Dirigat von Leipziger Arbeiterchören („Michaelsche Chöre“) verlor er nach der „Machtergreifung“ der Nationalsozialisten 1933 seine Lehraufträge. Auch pflegte er Kontakte mit jüdischen Musikern (u. a. Alfred Szendrei vom Leipziger Sinfonie-Orchester, dessen Dirigierkunde er 1956 herausgeben sollte) und sozialdemokratischen Politikern. Seine Werke wurden mit einem Aufführungsverbot belegt und die Reichs-Rundfunk-Gesellschaft kündigte die laufenden Verträge mit Reuter. Szendrei, der die Uraufführungen seines Cellokonzerts (1929 zusammen mit dem Cellovirtuosen Fritz Schertel im Mitteldeutschen Rundfunk) und seiner Kantate Huttens letzte Tage (1930 zusammen mit dem Bariton Karl Kamann) verantwortet hatte, attestierte dem Komponisten 1970 in seinen autobiographischen Aufzeichnungen ein „starkes Talent“. Reuter und Szendrei schlossen Freundschaft und pflegten – unterbrochen durch den Zweiten Weltkrieg – Briefkontakt.

### Sächsischer Schuldienst
Zum 1. Mai 1933 trat er der NSDAP bei (Mitgliedsnummer 2.429.811). 1934 wurde er zusätzlich Mitglied der NSV und im Nationalsozialistischen Lehrerbund.
Nach den Stationen als Studienreferendar und -assessor wurde er 1934 Studienrat für Musik und Deutsch an der Rudolf-Hildebrand-Schule in Leipzig-Connewitz. Dort baute er ein Schüler-Blasorchester auf. 1937 wechselte er an das Sächsische Ministerium für Volksbildung nach Dresden und erhielt ebendort die „Aufsicht über die schulmusikalischen Angelegenheiten“ im Gau Sachsen. 1944 wurde er zum Oberstudienrat befördert. Bis 1945 lehrte er an einer Oberschule in Dresden-Plauen.
Der Musikhistoriker Fred K. Prieberg (2009) stufte einzelne Aussagen in älteren Beiträgen zu Reuter als „Geschichtsfälschung“ ein. So habe er vor 1933 – bis auf seine Lehrverpflichtungen – keine „prominenten Ämter“ innegehabet und dann im Dritten Reich im Schuldienst Karriere gemacht. Andererseits schlug Reuter in den 1940er Jahren die Nachfolge Günther Ramins (Thomaskantor) als künstlerischer Leiter des Musischen Gymnasiums Leipzig, das 1941 von den Nationalsozialisten gegründet worden war, aus.

### Professuren in Halle und Berlin
Nach dem Zweiten Weltkrieg 1945 wurde er zunächst aus dem Schuldienst entlassen. Er wurde Mitglied des Freien Deutschen Gewerkschaftsbundes und von der sowjetischen Besatzungsmacht als Dramaturg und Kapellmeister an der Volksoper in Dresden-Gittersee, den späteren Landesbühnen Sachsen, verpflichtet. 1946 erfolgte seine Entnazifizierung, so konnte er u. a. nachweisen, dass er eine Jüdin unterstützt hatte und von der Gestapo überwacht worden war. Gemäß seinem Schüler Günther Noll (1997) hielt er den Kontakt „zu seinen jüdischen Freunden aufrecht und half ihnen bei der Flucht, trotz der damit verbundenen existentiellen Gefährdungen, versteckte sie auch bei sich zu Hause“.
1949 wurde er von der Landesregierung von Sachsen-Anhalt auf Antrag der Pädagogischen Fakultät der Martin-Luther-Universität Halle-Wittenberg zum Professor mit Lehrauftrag ernannt. Im Gegensatz zu anderen ehemaligen NSDAP-Mitgliedern der Fakultät wurde er in der DDR kein Mitglied einer Blockpartei. Zusätzlich lehrte Reuter ab 1950 Musiktheorie und Komposition an der Staatlichen Hochschule für Theater und Musik Halle. 1952 wurde er an der Universität Halle zum Professor mit Lehrstuhl berufen. Ferner stand er dem dortigen Institut für Musikerziehung von 1949 bis 1955 als Gründungsdirektor vor. In Halle etablierte Reuter einen Jahresfachlehrgang für kriegsgediente Musiklehrer, die so ihren Fachabschluss nachholen konnten.
Von 1955 bis zu seinem sowjetkritischen Abgang 1962 leitete er das Institut für Musikerziehung an der Pädagogischen Fakultät der Humboldt-Universität zu Berlin. Dort setzte er sich für den Neubau eines Konzertsaales ein. Reuters Nachfolger in Berlin wurde sein Schüler Werner Busch.
Von 1951 bis zur Ablösung durch Walther Siegmund-Schultze 1955 war Reuter erster Vorsitzender des Bezirksverbandes Halle-Magdeburg des Verbandes Deutscher Komponisten und Musikwissenschaftler. Neben Walter Draeger, Gerhard Wohlgemuth und anderen gehörte er als Vorstandsmitglied des Arbeitskreises Halle zu den Initiatoren der 1955 veranstalteten 1. Hallischen Musiktage. Er war es auch, der im Oktober 1954 die zuvor „aufgeworfene Idee solcher Musiktage erstmals konkretisiert“ hatte.
In der DDR wirkte Reuter zeitweise als Fachrichtungsleiter und Vorsitzender des Wissenschaftlichen Beirates für Musikerziehung beim Staatssekretariat für das Hoch- und Fachschulwesen sowie Mitglied des Wissenschaftlichen Rates beim Ministerium für Volksbildung der DDR. Letztlich ist es ihm zu verdanken, dass die Musikerziehung eine universitäre Disziplin wurde.

### Familie und Nachlass

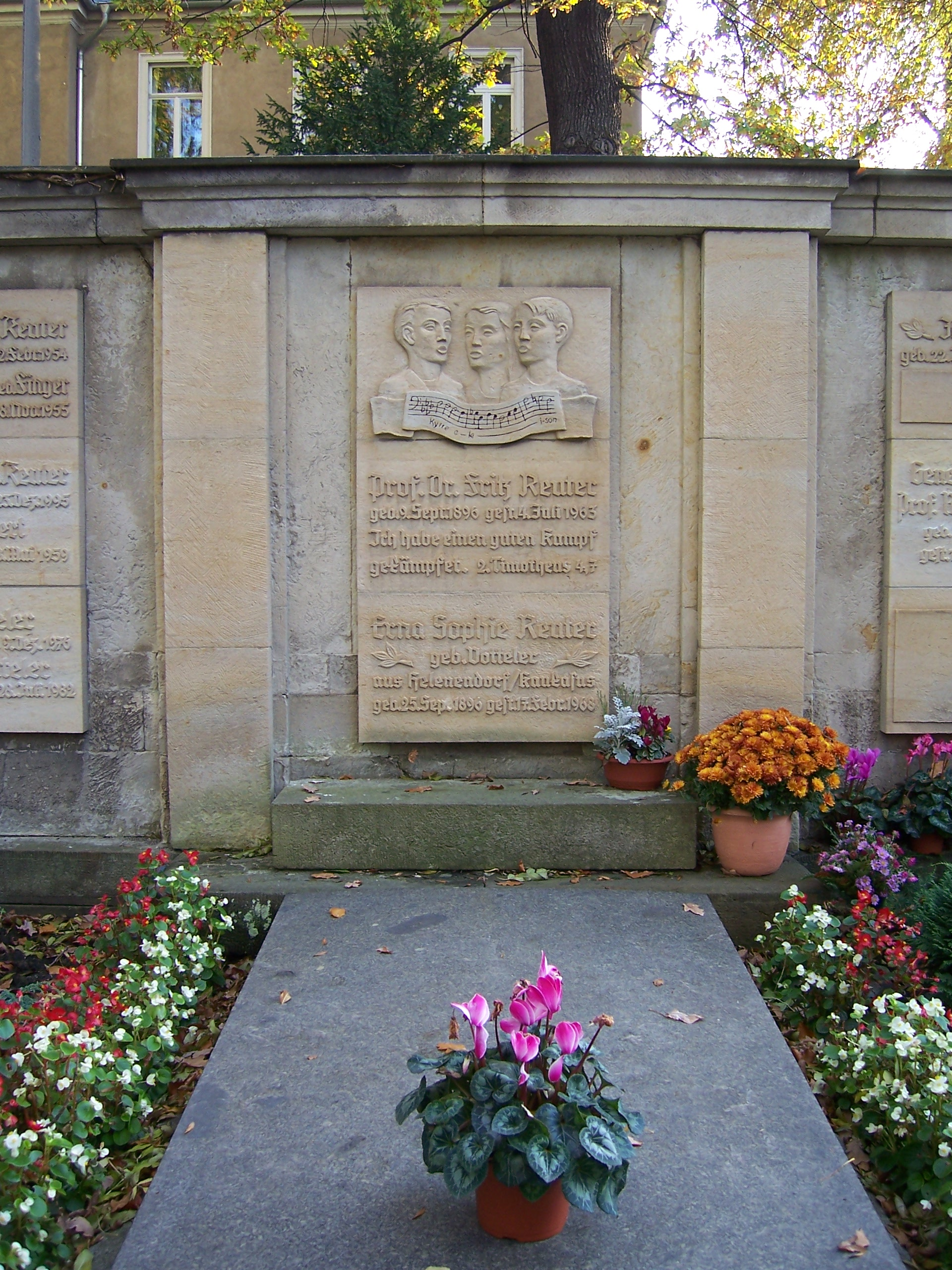
Grab von Fritz und Erna Sophie Reuter auf dem Inneren Plauenschen Friedhof in Dresden (2008)

Fritz Reuter war evangelisch-lutherischer Konfession und galt als „tief religiös“. Er war seit 1924 mit der Sängerin Erna Sophie, geb. Votteler (1896–1968), verheiratet und Vater von vier Kindern; sein Sohn Rolf Reuter (1926–2007) wurde Dirigent. Ein Jahr nach seinem Ruhestand verstarb er 1963 in Dresden und wurde auf dem evangelischen Inneren Plauenschen Friedhof in Dresden-Plauen beigesetzt.
Sein Nachlass (etwa neun Regalmeter) mit Autographen, Briefen u. a. befindet sich in der Musikabteilung der Staatsbibliothek zu Berlin – Preußischer Kulturbesitz. Zum 25. Todestag Reuters (1988) wurde ebendort eine kleine Ausstellung zu seiner Person eröffnet.
Weitere Unterlagen befinden sich u. a. in der Sächsischen Landesbibliothek – Staats- und Universitätsbibliothek Dresden, der Landesbibliothek Mecklenburg-Vorpommern Günther Uecker in Schwerin, der Hochschulbibliothek der Hochschule für Musik und Theater „Felix Mendelssohn Bartholdy“ Leipzig, der Monacensia der Münchner Stadtbibliothek und der Stadtbibliothek Trier sowie der Sammlung Steven Swanson in Frisco, Texas. Ein Briefwechsel mit seinem Westberliner Kollegen Hermann Grabner (vormaliger Leipziger Universitätsmusikdirektor) von 1951/52 wurde in der Wissenschaftlichen Zeitschrift der Humboldt-Universität zu Berlin. Gesellschafts- und sprachwissenschaftliche Reihe abgedruckt.

## Werk
In den 1920er Jahren wurde Reuter durch die Jugendbewegung politisiert, wobei er eher der „linken“ Strömung zuzurechnen war. Im Nationalsozialismus und später im Sozialismus passte er sich sowohl als Komponist als auch als Wissenschaftler an. Nach Ludwig Holtmeier (2005) „bediente er jedenfalls die politisch korrekten Gattungen“, wobei er bereits in den späten 1920er Jahren mit verschiedenen Kantaten experimentierte. Sein breitgefächertes kompositorisches Œuvre (Heinz Wegener erarbeitete für die Gedenkschrift Fritz Reuter 1966 ein Werkverzeichnis) beläuft sich auf ca. 300 Werke, von denen während des Krieges einige vernichtet wurden. Er komponierte Vokalmusik- (u. a. ein weltliches Oratorium, sieben Kantaten, eine Messe, Sololieder), Bühnen- (u. a. vier Opern, zwei Melodramen) und Instrumentalmusikwerke (u. a. drei Sinfonien, jeweils ein Konzert für Cello, Violine und Orgel, mehrere Orchestersuiten, Klavier- und Orgelmusik). Reuters kompositorischer Weg war gezeichnet „vom spätromantisch-expressionistischen Beginn zu melodisch-satztechnischer Prägnanz auf der Basis polyphoner Stimmführung“, wie Dieter Härtwig (2005) feststellte. Nach Gilbert Stöck (2008) ging Reuter in der DDR „zuweilen auf kritische Distanz zu einigen Dogmen des sozialistischen Realismus“ und verfolgte einen neuromantischen Stil. Noll attestierte dem Komponisten durchaus einen Hang zu „progressiver Stilistik“. So wurde er u. a. in Konzerten der „Sektion Neue Musik“ der Dresdner Ortsgruppe des Kulturbundes (1949) und der Hallischen Musiktage (1955) gespielt. Seinen ersten größeren Erfolg hatte er mit der Kantate Der Struwwelpeter (1930). Auf einen Text von Ernst Wiechert schuf er um 1934 das Oratorium Das Spiel vom deutschen Bettelmann. Prieberg ging auf problematische Kompositionen Reuters in der Zeit des Nationalsozialismus ein wie etwa die vom Reichsverband für Volksmusik herausgegebene Sudetendeutsche Suite (1939), dessen Titel die Abtretung des Sudetenlandes zelebrierte. Weiterhin wurden einzelne Werke wie Der Mütter Kreis (1935) bei einschlägigen Kulturveranstaltungen dargeboten, etwa der NS-Frauenschaft und der NS-Kulturgemeinde. 1937 wurde er neben anderen sächsischen Komponisten bei der „Gaukulturwoche“ Sachsen in Bautzen unter Reichskulturkammerpräsident Peter Raabe vorgestellt. Zwischen 1945 und 1949 entstanden einige Bühnenwerke u. a. die Neubearbeitungen von Pergolesis Intermezzo La serva padrona (1947) aus dem Jahr 1733 und des Balletts Henrikje (1947) von Inka Unverzagt. 1948 wurde die Komische Oper Ein Funken Liebe (um 1940) an der Dresdner Volksoper uraufgeführt. Als hoch entwickelt gilt seine Weimarer Rezeption (1948/49) von Goethes Singspiel Scherz, List und Rache. Reuters Musik wurde in der DDR auch vom Konzertorchester seiner Heimatstadt, der Dresdner Philharmonie, aufgeführt.
Reuter war ein namhafter Musiktheoretiker. Nach den Bemühungen Salomon Jadassohns im ausgehenden 19. Jahrhundert war seine 1929 publizierte Methodik des musiktheoretischen Unterrichts wegweisend. Bereits 1926 machte er auf die Entfremdung von Kompositionslehre und Musiktheorie aufmerksam. Daraus folgerte er, dass die Musiktheorie wissenschaftlicher und pädagogischer werden müsse. Wie auch sein Freund und Kollege Sigfrid Karg-Elert vertrat er eine polaristische und funktionale Harmonik. So fußte Reuters Lehrbuch Praktische Harmonik des 20. Jahrhunderts (1952) direkt auf dessen Polaristischer Klang- und Tonalitätslehre. Magret Hager (2005) bezeichnete Reuters Werk als „Manifest des Polarismus“. Seine Anstrengungen in der DDR zogen einen fachwissenschaftlichen Diskurs in der Zeitschrift Musik und Gesellschaft nach sich, an dem sich auch Siegfried Bimberg, Christoph Hohlfeld und Johannes Piersig beteiligten. Die Auseinandersetzung mündete im Konflikt mit Georg Knepler von der Deutschen Hochschule für Musik Berlin, der bei Reuter einen Widerspruch zum dialektischen Materialismus sah. Letztlich setzte sich aus sachlichen Erwägungen Hermann Grabners monistische Funktionstheorie, die ihren Ursprung bei Riemann hatte, durch.
Holtmeier bezeichnete ihn als einen der „Gründungsväter“ der Musikpädagogik in Deutschland. Nach Walter Clemens und Werner Busch hat er sich auf dem Gebiet „einen internationalen Ruf erworben“. Bereits in der Weimarer Republik gab er insbesondere neben Walter Kühn und Georg Schünemann erste musikpädagogische Anstöße. Früh machte sich Reuter um die „wissenschaftliche Fundierung“ der Musikerziehung verdient. Reuter veröffentlichte u. a. zur Harmonielehre und legte 1926 ein Elementarwerk zur Musiklehrerausbildung (Musikpädagogik in Grundzügen) vor. 1929 fand sich sein Name in Hugo Riemanns Musik-Lexikon wieder. Wie auch Richard Wicke erlangte er dann in der Musikpädagogik der DDR eine exponierte Position. Wilfried Gruhn (1993) nannte ihn den „Nestor der DDR-Musikerziehung“. Eine DDR-Dissertation von 1973 sah in ihm einen „Wegbereiter für eine sozialistische Schulmusikpädagogik“. In den 1950er Jahren forderte er die Einbeziehung empirischer Forschungsmethoden in die Disziplin. Bereits in den 1930er Jahren entwickelte er eine Abneigung gegenüber der musikalischen Moderne, vor allem der Neuen Musik. Reuter sah den traditionellen Einsatz von Tonalität und Konsonanz als Maßstab für die Musikerziehung an. Ähnlich wie Theodor W. Adorno lehnte er auch die Unterhaltungsmusik und den Jazz ab. Reuter argumentierte mit Platons Ethoslehre. Nach Gerd Rienäcker (2010) gehörte er neben Hans-Georg Görner, Georg Trexler und Wilhelm Weismann zu einem Zirkel, „der durch Konservatismus verschiedener Couleur das zeitgenössische Musikschaffen in der DDR diskreditiert hat“.

## Schüler
In seiner Zeit als Hochschullehrer betreute er 19 Dissertationen (Siegfried Bimberg, Hella Brock, Werner Busch, Walter Clemens, Werner Felix, Johannes Hanspach, Lothar Höchel, Hans John, Magdalene Kemlein, Karl Kleinig, Rudolf Lüdecke, Rolf Lukowsky, Paul Michel, Günther Müller, Günther Noll, Günter Olias, Johannes Georg Pahn, Otto Preu und Kurt Wichmann) und vier Habilitationsschriften (Siegfried Bimberg, Hella Brock, Werner Busch und Rolf Lukowsky).
Zu seinen Schülern, darunter auch Dirigenten und Komponisten, gehörten neben seinem Sohn Rolf Reuter ferner Heinz Roy und Manfred Schubert in Berlin, Günter Bust, Günter Fleischhauer, Horst Irrgang, Erhard Ragwitz, Gerhard Wohlgemuth und Carlferdinand Zech in Halle an der Saale und Benno Ammann, Herbert Collum, Musja Gottlieb, Hans Heintze, Franz Konwitschny, Lars-Erik Larsson, Werner Neumann, Assen Najdenow, Otto Riemer, Peter Schacht und Georg Trexler in Leipzig.

## Ehrungen
Für sein Konzert für Violine und Orchester (1953) wurde Reuter 1955 mit dem Musikpreis der Stadt Halle ausgezeichnet. Der Kölner Musikwissenschaftler Paul Mies (1965) befand in einer Werkanalyse: „Das Werk zeigt Reuters Künstlerschaft im schönsten Lichte; es ist meisterhaft“.
An der Berliner Humboldt-Universität wurde der Fritz-Reuter-Saal in der Dorotheenstraße 24 nach dem Musikpädagogen benannt. Darin richtete man 1958 auch eine Schuke-Orgel ein. Postum wurde ihm zu seinem 100. Geburtstag im Konzertsaal ein Gedenkkonzert gewidmet.
Anlässlich seines 65. Geburtstages (1961) wurde ihm von seinem Schüler Siegfried Bimberg eine Festschrift überreicht. An den Feierlichkeiten im neuen Musiksaal der Humboldt-Universität zu Berlin nahmen der Rektor Kurt Schröder, der Dekan der Pädagogischen Fakultät Kurt Haspas und der stellvertretende Minister für Kultur Hans Pischner teil. Ferner erhielt Reuter für seine kulturpolitischen Verdienste vom Staatsrat der DDR den Vaterländischen Verdienstorden in Silber.

## Publikationen (Auswahl)
Herausgaben
- Klavierübung. 2 Teile in einem Heft, Mitteldeutscher Verlag, Halle 1951.
- Alte Programm-Musik für Klavier. Mitteldeutscher Verlag, Halle 1951.
- Dirigierkunde (von Alfred Szendrei). 3., überarbeitete Auflage. VEB Breitkopf & Härtel, Leipzig 1956.

Bücher
- Das musikalische Hören auf psychologischer Grundlage. C. F. Kahnt, Leipzig 1925; 2. Auflage 1942.
- Musikpädagogik in Grundzügen. Quelle & Meyer, Leipzig 1926.
- Zur Methodik der Gehörübungen und des Musikdiktats. C. F. Kahnt, Leipzig 1927.
- Praktische Gehörbildung auf Grundlage der Tonika-Do-Lehre. C. F. Kahnt, Leipzig 1928.
- Harmonieaufgaben nach dem System Sigfrid Karg-Elerts. C. F. Kahnt, Leipzig 1928.
- Die Beantwortung des Fugenthemas. Dargestellt an den Themen von Bachs Wohltemperiertem Klavier. C. F. Kahnt, Leipzig 1929.
- Methodik des musiktheoretischen Unterrichts auf neuzeitlichen Grundlagen. E. Klett, Stuttgart 1929; Mitteldeutscher Verlag, Halle 1950; 2. Auflage 1950.
- Der Kuckuck und der Esel. Kinderlieder – Bilderbuch – Klavierschule. Zeichnungen von Erich Weber-Links, Zusammensteller: Kurt Herzog. Junne, Main u. a. 1947.
- Praktisches Partitur-Spielen. Mitteldeutscher Verlag, Halle/Saale 1951; 2. Auflage. VEB Hofmeister, Leipzig 1954.
- Praktisches Generalbass-Spielen. Mitteldeutscher Verlag, Halle/Saale 1951; 2. Auflage. VEB Hofmeister, Leipzig 1955.
- Praktische Harmonik des 20. Jahrhunderts. Konsonanz- und Dissonanzlehre nach dem System von Sigfrid Karg-Elert mit Aufgaben. Mitteldeutscher Verlag, Halle 1951.
- Grundlagen der Musikerziehung. VEB Breitkopf & Härtel, Leipzig 1962; bulgarische Übersetzung 1968.

## Diskografie
- Sonate für Violine und Klavier (Lausitzer Sonate) / Phantastische Suite für Flöte und Klavier op. 6 / Der Hase und Der Igel (Eterna/Nova, 1965) mit Rolf Reuter, Barbara Reuter-Rau, Heinz Fügner, Ursula Wendler-Reuter und dem Gewandhausorchester Leipzig – Aufnahmen von 1963 und 1964

### Nachschlagewerke
- Gabriele Baumgartner: Reuter, Fritz. In: Gabriele Baumgartner, Dieter Hebig (Hrsg.): Biographisches Handbuch der SBZ/DDR. 1945–1990. Band 2: Maaßen–Zylla. Nachtrag zu Band 1, K. G. Saur, München 1997, ISBN 3-598-11177-0, S. 707.
- Eintrag zu Fritz Reuter im Catalogus Professorum Halensis
- Carl Dahlhaus, Hans Heinrich Eggebrecht (Hrsg.): Brockhaus-Riemann-Musiklexikon. In vier Bänden und einem Ergänzungsband. Band 3: L–Q. Schott, Mainz 1989, ISBN 3-7957-8303-8.
- Paul Frank, Wilhelm Altmann: Kurzgefasstes Tonkünstler-Lexikon. Für Musiker und Freunde der Musik. Fortgeführt von Burchard Bulling, Florian Noetzel, Helmut Rösner. Zweiter Teil: Ergänzungen und Erweiterungen seit 1937. Band 1: L–Z. 15. Auflage. Heinrichshofen, Wilhelmshaven 1978, ISBN 3-7959-0087-5, S. 216.
- Walter Habel (Hrsg.): Wer ist wer? Das Deutsche Who’s Who. 12. Ausgabe von Degeners Wer ist’s? Arani, Berlin 1955.
- Dieter Härtwig: Reuter, Fritz. In: Friedrich Blume (Hrsg.): Die Musik in Geschichte und Gegenwart (MGG). Erste Ausgabe, Band 11 (Rasch – Schnyder von Wartensee). Bärenreiter/Metzler, Kassel u. a. 1963, DNB 550439609
- Dieter Härtwig: Reuter, Fritz. In: Grove Music Online (englisch; Abonnement erforderlich).
- Dieter Härtwig: Fritz Reuter. In: Institut für Sächsische Geschichte und Volkskunde (Hrsg.): Sächsische Biografie.
- Siegmund Helms, Reinhard Schneider, Rudolf Weber: Neues Lexikon der Musikpädagogik. Personenteil, Bosse, Kassel 1994, ISBN 3-7649-2541-8, S. 191f.
- Ludwig Holtmeier: Reuter, Fritz. In: Ludwig Finscher (Hrsg.): Die Musik in Geschichte und Gegenwart. Zweite Ausgabe, Personenteil, Band 13 (Paladilhe – Ribera). Bärenreiter/Metzler, Kassel u. a. 2005, ISBN 3-7618-1133-0, Sp. 1588–1590 (Online-Ausgabe, für Vollzugriff Abonnement erforderlich)
- Ernst Klee: Das Kulturlexikon zum Dritten Reich. Wer war was vor und nach 1945. Vollständig überarbeitete Ausgabe, Fischer-Taschenbuch-Verlag, Frankfurt am Main 2009, ISBN 978-3-596-17153-8, S. 438.
- Volker Klimpel: Berühmte Dresdner. Historisch-biographisches Handbuch bedeutender Persönlichkeiten, geboren in Dresden. Hellerau-Verlag, Dresden 2002, ISBN 3-910184-85-5, S. 136.
- Wilhelm Kosch: Deutsches Theater-Lexikon. Biographisches und bibliographisches Handbuch. Band 3: Pallenberg–Singer. De Gruyter, Berlin 1992, ISBN 3-317-00456-8.
- Erich H. Müller (Hrsg.): Deutsches Musiker-Lexikon. W. Limpert-Verlag, Dresden 1929.
- Fred K. Prieberg: Handbuch Deutsche Musiker 1933–1945. CD-ROM-Lexikon, Kiel 2009, 2. Auflage, S. 6104–6107. online
- Horst Seeger: Das grosse Lexikon der Oper. Über 12000 Stichwörter und Erklärungen. Pawlak, Herrsching 1985, ISBN 3-88199-243-X, S. 465.
- Horst Seeger: Musiklexikon. In zwei Bänden. Band 2: L–Z. VEB Deutscher Verlag für Musik, Leipzig 1966, S. 337f.
- Wolfgang Suppan: Das neue Lexikon des Blasmusikwesens. Hrsg. in Verbindung mit dem Bund Deutscher Blasmusikverbände, 3. Auflage des Lexikons des Blasmusikwesens, Freiburg-Tiengen 1988, ISBN 3-923058-04-7, S. 293.
- Verband Deutscher Komponisten und Musikwissenschaftler, Musik-Informationszentrum (Hrsg.): Komponisten und Musikwissenschaftler der Deutschen Demokratischen Republik. Kurzbiographien und Werkverzeichnisse. 2. erweiterte Auflage. Verlag Neue Musik, Berlin 1968, S. 169–171.
- Fritz Reuter. In: Rudolf Vierhaus (Hrsg.): Deutsche Biographische Enzyklopädie. 2., überarbeitete und erweiterte Auflage. Band 8: Poethen–Schlüter. K. G. Saur, München 2007, ISBN 978-3-598-25038-5, S. 346 (books.google.de – eingeschränkte Ansicht).

### Aufsätze und Einzelstudien
- Günther Eisenhardt: Fritz Reuters Engagement für die Harmonologik Karg-Elerts. In: Thomas Schinköth (Hrsg.): Sigfrid Karg-Elert und seine Leipziger Schüler. Die Referate des Kolloquiums der Karg-Elert-Gesellschaft in Leipzig vom 1. bis 3. November 1996. Von Bockel, Hamburg 1999, ISBN 3-928770-85-3, S. 187–199 (= Mitteilungen der Karg-Elert-Gesellschaft. 1997/98).
- Jonathan Gammert: Polarismus als Politikum. Die Musiktheorie Fritz Reuters und Sigfrid Karg-Elerts als Gegenstand einer ideologischen Kritik. In: Musiktheorie 29 (2014) 1, S. 51–64.
- William Geissler: Fritz Reuter. Seine Entwicklung vom bürgerlichen Kapellmeister, Komponisten und Musikwissenschaftler zum Wegbereiter für eine sozialistische Schulmusikpädagogik. Dissertation A, Universität Halle 1973.
- Magret Hager: Fritz Reuters Praktische Harmonik des 20. Jahrhunderts. Ein Beitrag zur Geschichte der Musiktheorie. In: Ariane Jessulat, Andreas Ickstadt, Martin Ullrich (Hrsg.): Zwischen Komposition und Hermeneutik. Festschrift für Hartmut Fladt. Königshausen und Neumann, Würzburg 2005, ISBN 3-8260-3211-X, S. 129–137.
- Wolfgang Martin: Studien zur Musikpädagogik der Weimarer Republik. Ansätze einer Theorie des Musiklernens bei W. Kühn, F. Reuter, G. Schünemann und R. Wicke (= Musikpädagogik, Band 19). Schott, Mainz u. a. 1982, ISBN 3-7957-1718-3.
- Günther Noll: Fritz Reuter (1896–1963). Eine Hommage anläßlich seines 100. Geburtstages. In: Rudolf-Dieter Kraemer (Hrsg.): Musikpädagogische Biographieforschung. Fachgeschichte – Zeitgeschichte – Lebensgeschichte (= Musikpädagogische Forschung. Band 18). Verlag Die Blaue Eule, Essen 1997, ISBN 3-89206-828-3, S. 14–35.
- Heinz Wegener (Red. Bearb.): Gedenkschrift Fritz Reuter. In: Wissenschaftliche Zeitschrift der Humboldt-Universität zu Berlin. Gesellschafts- und sprachwissenschaftliche Reihe 15 (1966) 3, S. 307–457 (mit Beiträgen von Theodor Hoelty-Nickel, Siegfried Borris, Heinrich Besseler, Walther Siegmund-Schultze, Alfred Szendrei, Herbert Schulze u. a.).